# Rumia
Rumia [ˈrumʲa] (deutsch Rahmel; kaschubisch Rëmiô) ist eine Stadt in der Kaschubei im Powiat Wejherowski (Landkreis Wejherowo) der polnischen Woiwodschaft Pommern mit etwa 49.000 Einwohnern.

## Geographische Lage
Die Stadt liegt im ehemaligen Westpreußen, in der Nähe des Westufers der Danziger Bucht, etwa zehn Kilometer nordwestlich von Gdynia (Gdingen) und etwa 30 Kilometer nordwestlich von Danzig.

## Geschichte

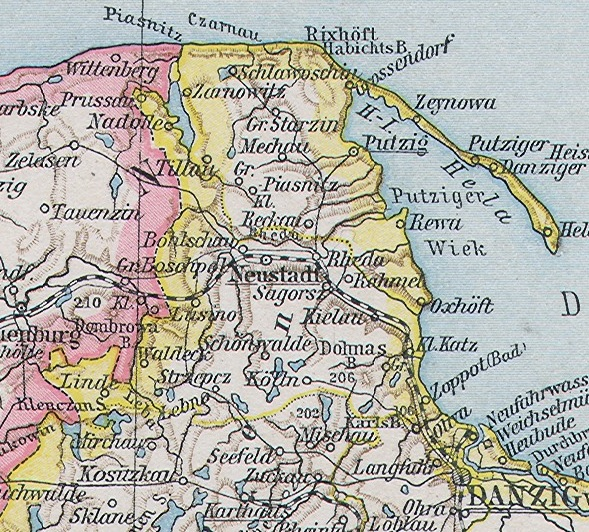
Rahmel, nordnordwestlich von Danzig und ostsüdöstlich von Neustadt in Westpreußen, auf einer Landkarte von 1890

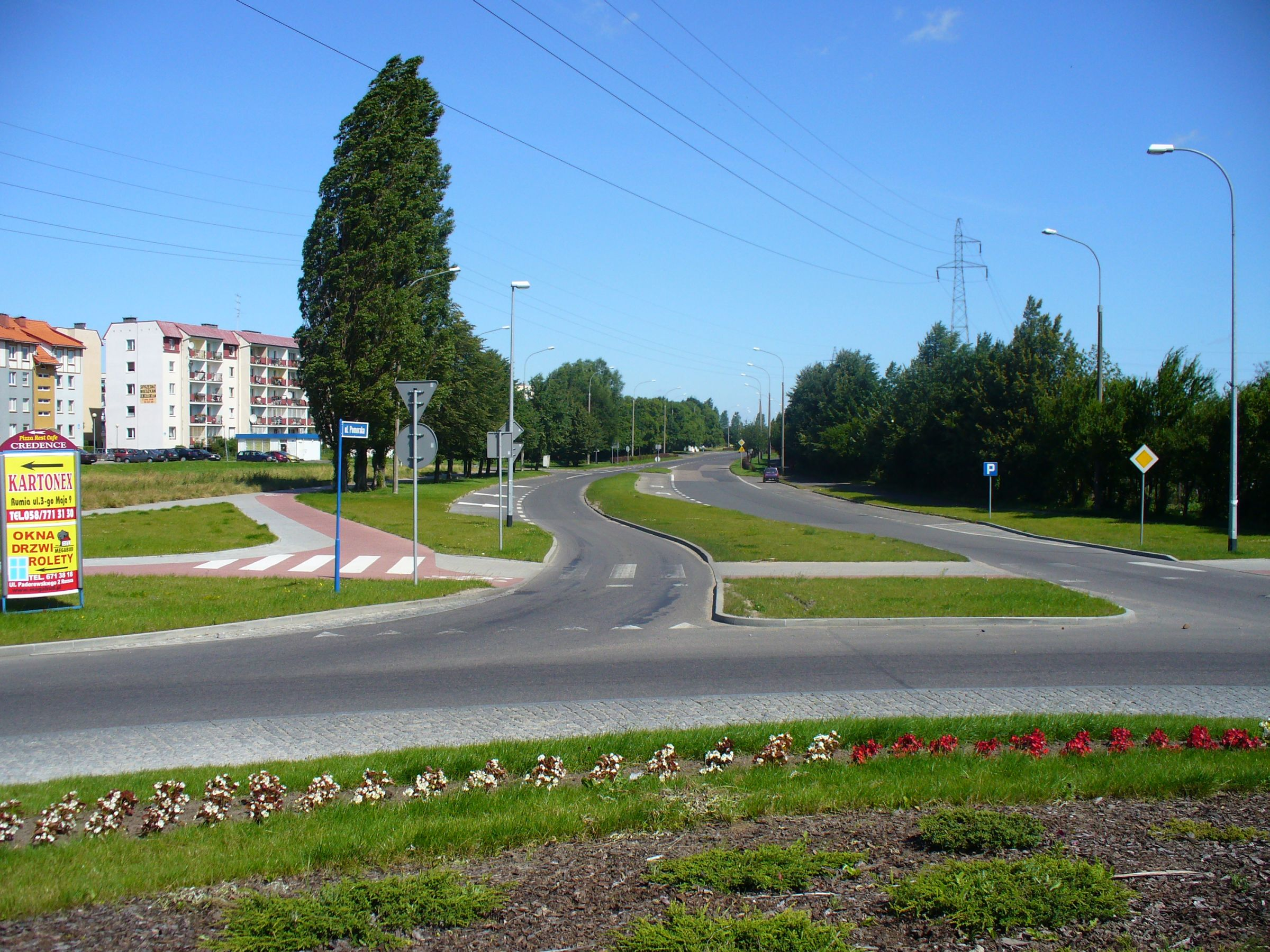
Ulica Pomorska in Rumia

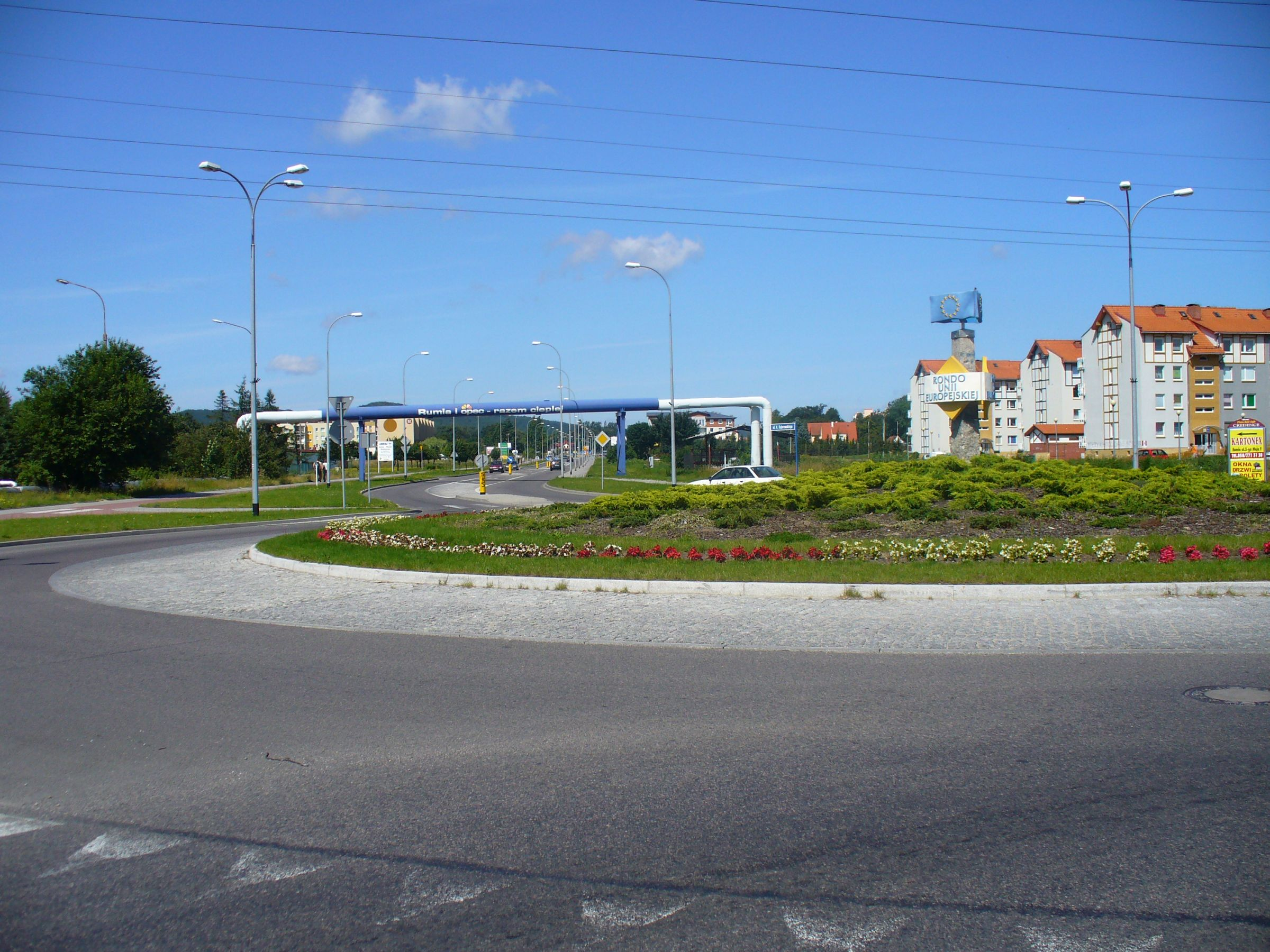
Rondo Unii Europejskiej (Kreisverkehr der Europäischen Union)

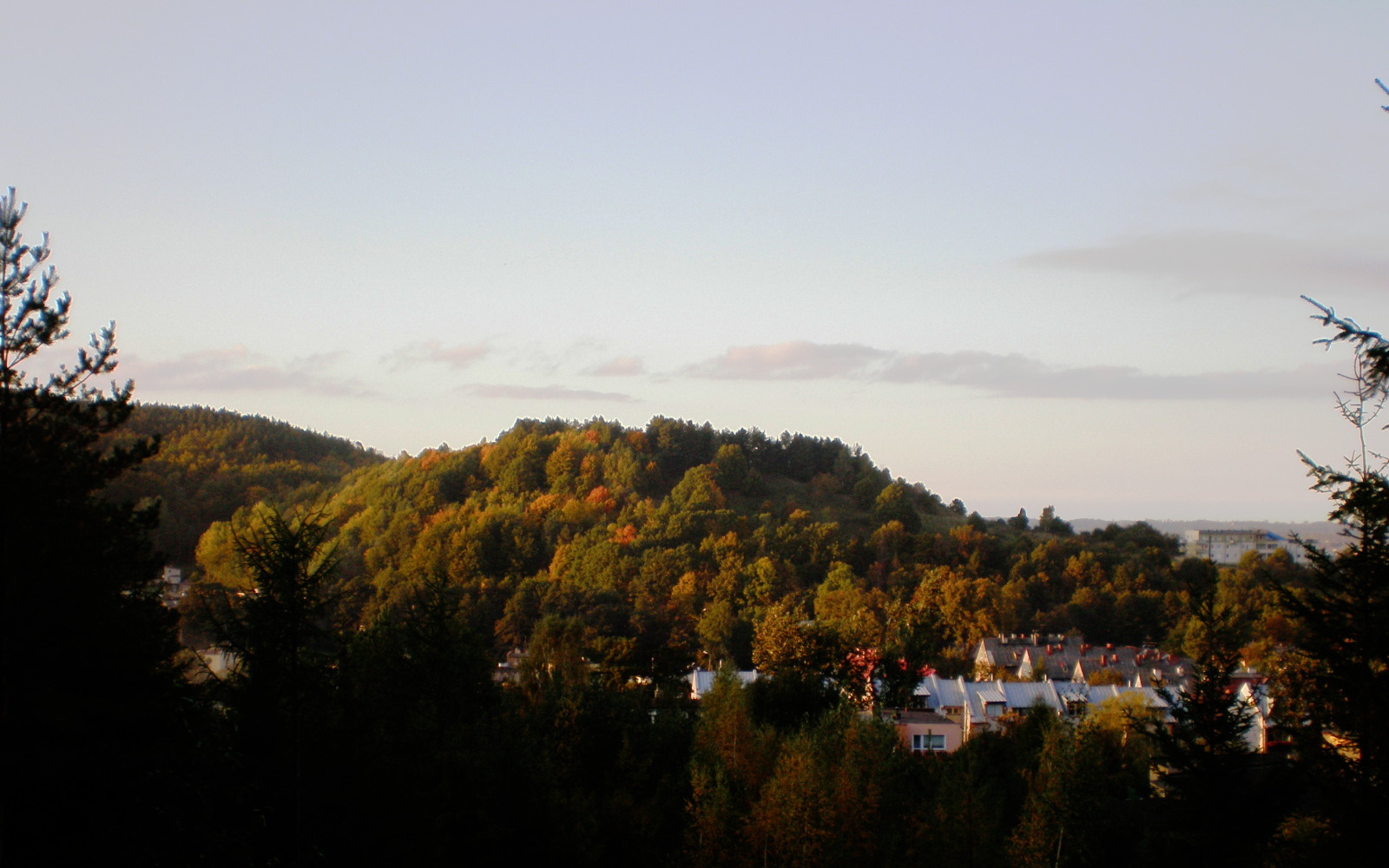
Góra Markowca (92 m über dem Meeresspiegel (Kronstädter Pegel)) an der westlichen Stadtgrenze von Rumia

Der Ort in Pommerellen war von 1215 bis 1220 eine Eigentumsortschaft des Klosters Oliva gewesen, die gegenüber Danzig zum Burgdienst pflichtig war. Der pomerellische Fürst Subislaus (auch Subislaw), ein Sohn von Sambor I., hatte das Dorf unter dem Namen Rumna 1215 neben dem Dorf Zarnowitz und anderen Gütern dem Kloster geschenkt.
Als Rumina  wurde der Ort 1220 erstmals in einem Dokument des Fürsten Swantopolk II. von Danzig urkundlich erwähnt. 1309 kam das Dorf zusammen mit Pommerellen durch den Vertrag von Soldin an den Deutschordensstaat Preußen.
Bereits während der Zeit des Deutschordensstaats war die Region um Neustadt und Putzig von Danzig aus verwaltet worden, das sich 1440 dem gegen den Orden opponierenden Preußischen Bund und 1466 freiwillig dem autonomen, unter der Schirmherrschaft der polnischen Krone stehenden Preußen Königlichen Anteils angeschlossen hatte. Für Rahmel unmittelbar administrativ zuständig war während dieser Zeit die königliche Starostei in Putzig.
1627 wurde Rumia von den Schweden stark zerstört.
Im Rahmen der ersten polnischen Teilung kam 1772 das Gebiet um Putzig und Neustadt unter Friedrich II. von Preußen zum Königreich Preußen. Rahmel, das zuletzt zum Kloster Oliva gehört hatte, war nunmehr Teil des Königreichs Preußen.
Um 1789 war das Kirchdorf Rahmel ein Amtsort des Königlichen Domänen-Amtes Brück im Kreis Dirschau. Nach der Neuordnung des preußischen Staates 1815 gehörte Rahmel zum Kreis Neustadt i. Westpr. im Regierungsbezirk Danzig der Provinz Westpreußen. Im 18. und 19. Jahrhundert verfügte das Dorf über einen Stahlhammer, um 1835 außerdem über eine Schneidemühle. 1849 hatte das Dorf Rahmel 468 Einwohner, die in 53 Wohnhäusern lebten.
Im Jahr 1867 galt Rahmel amtlich als Marktflecken.
1870 wurde die Eisenbahnstrecke Stettin–Danzig eröffnet. Mit der Einführung der Amtsbezirke in Preußen wurde zum 21. Mai 1874 im Kreis Neustadt i. Westpr. der Amtsbezirk Rahmel Nr. 7 gebildet. Er umfasste die Landgemeinden Rahmel, Sagorsch und Schmelz und die Gutsbezirke Johannisdorf und Rahmel. Am 3. Oktober 1889 stellte der Kreisausschuss fest, dass die Landgemeinde Sagorsch auch die Ortschaft Schmelz umfasse und daher eine selbstständige Landgemeinde Schmelz nicht bestehe. Zum 29. Januar 1912 erfolgte die Eingliederung des Gutsbezirks Johannisdorf in die Landgemeinde Rahmel.
Bis zum 20. Januar 1920 gehörte Rahmel zum Kreis Neustadt im Regierungsbezirk Danzig der Provinz Westpreußen.
Nach Ende des Ersten Weltkriegs musste 1920 der Kreis Neustadt i. Westpr. – mit dem Amtsbezirk Rahmel, den Landgemeinden Rahmel und Sagorsch sowie dem Gutsbezirk Rahmel – aufgrund der Bestimmungen des Versailler Vertrags an Polen abgetreten werden. Das Gebiet wurde Teil des Polnischen Korridors.
1935 wurde bei Rumia ein Flughafen eröffnet, es bestand Passagierflugbetrieb mit der Hauptstadt Warschau.
Durch den Überfall auf Polen 1939 kam das völkerrechtswidrig annektierte Gebiet des Polnischen Korridors zum Deutschen Reich. Das annektierte Gebiet wurde am 26. Oktober 1939 zunächst dem Reichsgau Westpreußen, später dem Reichsgau Danzig-Westpreußen eingegliedert, zu dem Rahmel bis 1945 gehörte. Während der nationalsozialistischen Herrschaft existierten mehrere Kriegsgefangenen- und Arbeitslager bei Rahmel, u. a. das Gemeinschaftslager-Flugzeugwerk-Kurt-Kannenberg und das Ostarbeiterlager der Firma Apparatenbau Gotenhafen GmbH in Rahmel-Sagorsch.
Zum 24. Oktober 1940 wurden neue Amtsbezirke gebildet. Danach wurde der Amtsbezirk Rahmel wiedererrichtet. Er umfasste nunmehr die Gemeinden Kasimir, Lensitz, Rahmel und Sagorsch. Am 25. Juni 1942 wurden Kasimir in Bruchwinkel und Sagorsch in Schmelztal umbenannt. Am 1. Januar 1945 bestand daher der Amtsbezirk Rahmel mit den Gemeinden Bruchwinkel, Lensitz, Rahmel und Schmelztal. Er wurde zuletzt verwaltet vom Amtskommissar in Rahmel.
Im Zweiten Weltkrieg eroberte im März 1945 die Roten Armee Rahmel, was die Rückkehr zu Polen und die Wiederbenennung zu „Rumia“ bedeutete. Die Angehörige der einheimischen deutschen Minderheit wurden in der darauf folgenden Zeit aus dem Ort vertrieben.
Die heutige Stadt wurde 1954 aus dem Dorf Rumia und den angrenzenden Dörfern Zagórze, Biala Rzeka, Szmelta und Janowo neu geschaffen; sie bildet zusammen mit Reda (Rheda) und Wejherowo (Neustadt) die Wirtschaftsregion „Kleine kaschubische Dreistadt“ (Małe Trójmiasto Kaszubskie), neben der „großen Dreistadt“ (Danzig, Sopot (Zoppot) und Gdynia (Gdingen)).

## Demographie
| Jahr | Einwohner | Anmerkungen |
| ---- | --------- | --- |
| 1816 | 0383      | in 45 Häusern |
| 1818 | 0446      | mit Sagorszkrug, königliches Dorf (383 Personen, davon 40 Lutheraner und 343 Katholiken), und dem königlichen Vorwerk (63 Personen, davon acht Lutheraner und 55 Katholiken) |
| 1849 | 0468      | in 53 Wohnhäusern |
| 1852 | 0625      | Dorf |
| 1864 | 0827      | am 3. Dezember, davon 736 im Gemeindebezirk und 91 im Gutsbezirk |
| 1867 | 0768      | am 3. Dezember 1867 |
| 1871 | 0817      | am 1. Dezember, in 76 in bewohnten Häusern, Gemeindebezirk, davon 210 Evangelische und 607 Katholiken |
| 1905 | 0827      | Landgemeinde 760 (davon 579 mit deutscher Muttersprache), Gutsbezirk 67 (sämtlich mit deutscher Muttersprache), großteils Katholiken |
| 1910 | 1101      | am 1. Dezember, davon 1028 im Gemeindebezirk (darunter 581 mit deutscher Muttersprache, meist Katholiken, 18 mit polnischer Muttersprache, meist Katholiken, und 428 mit kaschubischer Muttersprache, sämtlich Katholiken) und 73 im Gutsbezirk (darunter 72 mit deutscher Muttersprache, meist Katholiken); nach anderen Angaben 917 Einwohner, davon 846 im Gemeindebezirk und 73 im Gutsbezirk |

Am 30. Juni 2012 hatte Rumia 47.148 Einwohner.

## Ortsteile

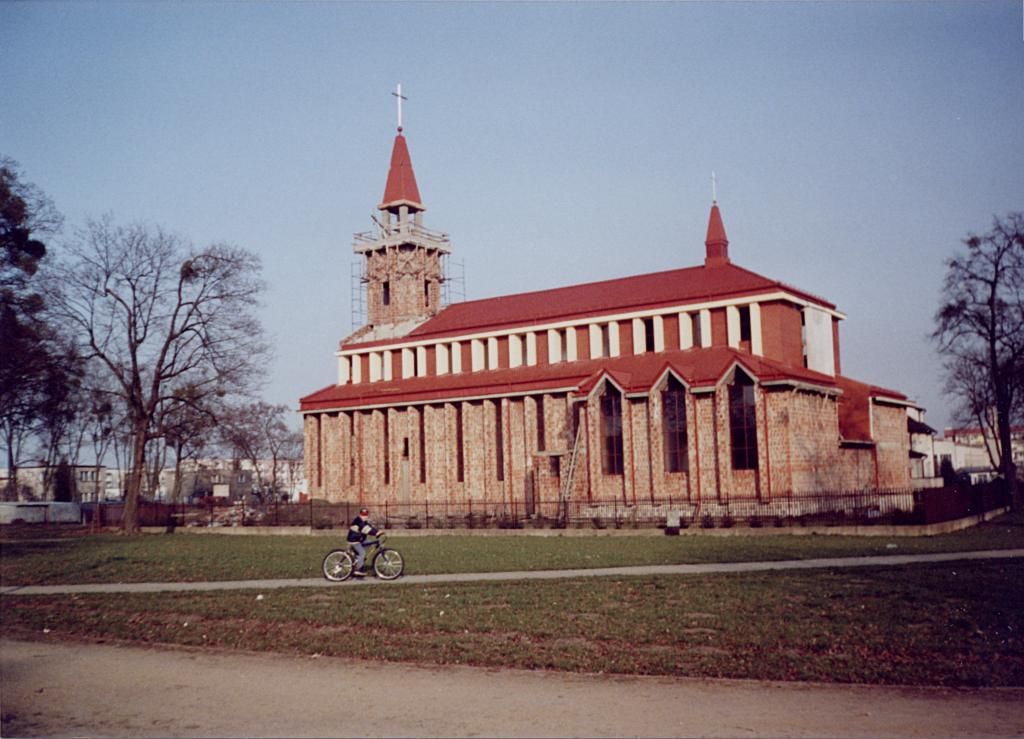
Neu errichtete Kirche (2002)

Die Gemeinde Rumia besteht aus folgenden Ortsteilen:
| Polnischer Name | Kaschubischer Name | Deutscher Name (bis 1920 und 1939–1945) |
| --------------- | ------------------ | --------------------------------------- |
| Biała Rzeka     | Kanié Bùdë         | Weißfluß                                |
| Janowo          | Rëmiô Janowò       | Johannisdorf                            |
| Lotnisko        |                    | – (1939–1945 Rahmel Fliegerhorst)       |
| Stara Piła      | Starô Piła         | Staravilla                              |
| Stara Rumia     | Sterô Rëmiô        | Alt-Rahmel                              |
| Szmelta         | Rëmiô Szmelta      | Schmelz                                 |
| Zagórze         | Rëmiô Zagòrzé      | Sagorsch (1942–1945 Schmelztal)         |

## Kirchspiel
Die vor 1945 in Rahmel anwesende Bevölkerung war teils römisch-katholisch, teils evangelisch. Den Katholiken stand in Rahmel eine katholische Pfarrkirche zur Verfügung.
Um 1860 wurde in Rahmel eine neue evangelische Kirche erbaut. 1861 wurde das evangelische Kirchspiel Rahmel gebildet, in das insgesamt 34 Ortschaften eingepfarrt waren. Das Kirchspiel gehörte mit Bildung der Evangelischen Kirche in den Königlich Preußischen Landen ab 1817 zu deren regionalen Gliederungen, mit der Unterbrechung von 1923 bis 1940, wo es zur Unierten Evangelischen Kirche in Polen gehörte.

## Söhne und Töchter der Stadt
- Edmund Wohlfeil (1902–1939), Vikar in Rumia, 1939 in Piaśnica ermordet[23]
- Alfons Zwara (* 1933), polnischer Maler
- Roman Grucza (* 1941), polnischer Dirigent und Organist
- Erika Steinbach (* 1943), ehemalige Präsidentin des Bundes der Vertriebenen
- Edmund Wittbrodt (* 1947), ehemaliger Rektor der TU Danzig und polnischer Bildungsminister
- Henryk Skorowski (* 1950), polnischer Theologe
- Katarzyna Kurowska (* 1964), polnische Schauspielerin (Pseudonym: Joanna Kurowska).